# 力天使

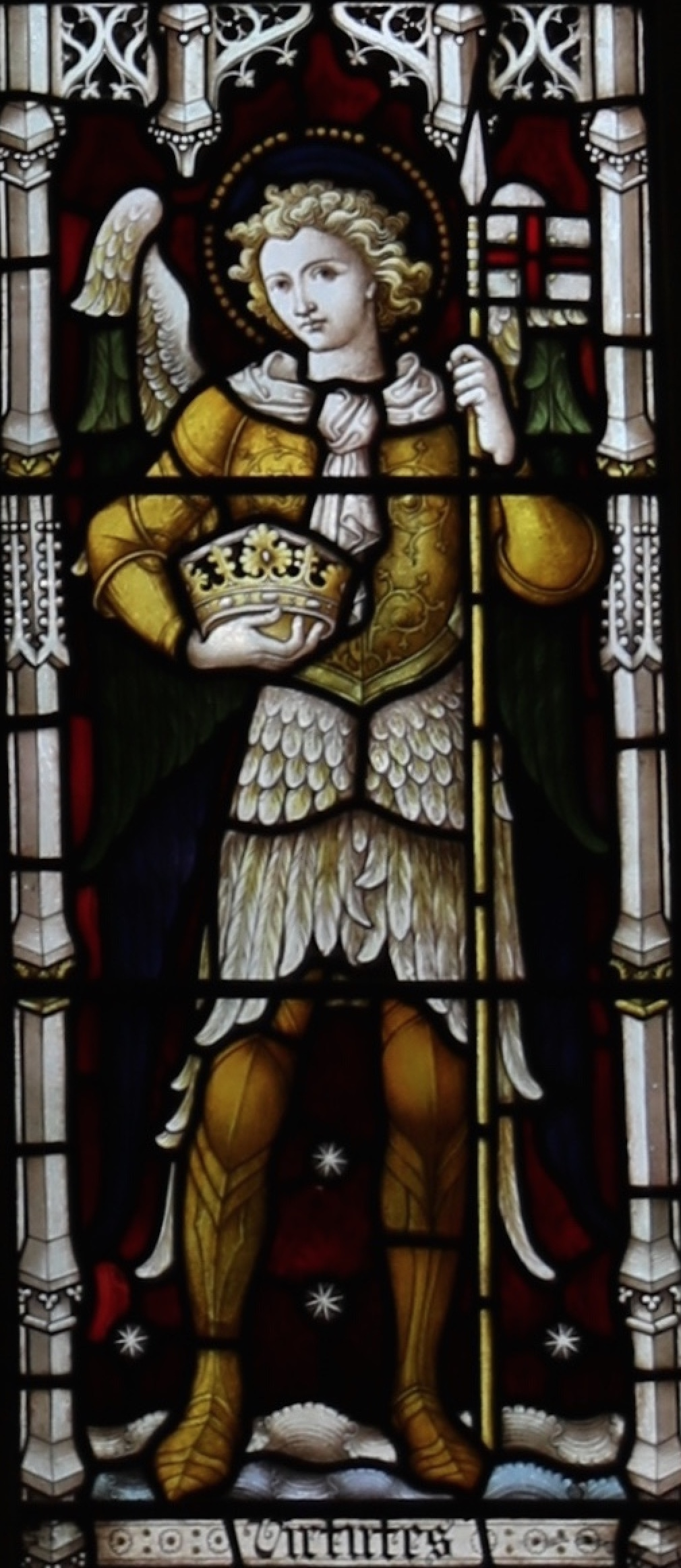
力天使、ステンドグラス、聖ミカエル及諸天使教会、ソマートン、サマセット、イングランド。

力天使（りきてんし、ヴァーチュース (Virtues)、または、デュナメイス、デュナミス (Dynamis)）は、神学に基づく天使のヒエラルキーにおいて、第五位に数えられる天使の総称。
名は「高潔」、「美徳」を意味する。
実現象としての奇跡を司り、それをもって英雄に勇気を授けるとされる。
キリストが天に召される時に、付き添ったのも力天使たちであるという。
また、カインの誕生の際に産婆の役目も務めたとされる。